# Parklife (chanson)
Pour l'album, voir Parklife.
Singles de Blur
To The End End Of A Century
Parklife est le dixième single de Blur, extrait de l'album du même nom. l'acteur Phil Daniels y interprète les couplets, en spoken word.
La chanson a été classée 65e meilleure chanson britannique de tous les temps par Xfm en 2010.

## Liste des titres
- CD1 (CDFOODS53)

1. Parklife
2. Supa shoppa
3. Theme from an imaginary film

CD2 (CDFOOD53)
1. Parklife
2. Beard
3. To the end (version française)

- 12″ (12FOOD53)

1. Parklife
2. Supa shoppa
3. To the end (version française)
4. Beard

- 7″ (FOOD53) (uniquement pour jukeboxes)

1. Parklife
2. Supa shoppa

- Cassette (TCFOOD53)

1. Parklife
2. Supa shoppa
3. Theme from an imaginary film

### Version australienne
- CD (8816572)

1. Parklife
2. Beard
3. To the end (version française)

### Version française
- CD (8816572)

1. Parklife
2. Popscene
3. To the end (version française)
4. Supa shoppa